# Aaron Ramsey
Aaron James Ramsey (IPA: [ˈɛəɹən ˈɹæmzi]; Caerphilly, 26 dicembre 1990) è un calciatore gallese, centrocampista dei Pumas UNAM e della nazionale gallese, di cui è capitano.

## Caratteristiche tecniche
Interno di centrocampo polivalente, può giocare come trequartista o in alternativa anche come esterno offensivo su entrambe le fasce.
È un centrocampista completo, destrorso, dotato di buona tecnica e visione di gioco, abile negli inserimenti in zona gol e nei movimenti senza palla. Pressa spesso i difensori avversari e questo lo rende ottimo nel recuperare i palloni grazie anche alla sua intensità e concentrazione.
La sua carriera è stata fortemente condizionata da diversi infortuni che ne hanno in parte pregiudicato il rendimento e l'affermazione ad alti livelli.

## Carriera

### Club

#### Cardiff City
Dopo aver impressionato a un torneo giovanile, Ramsey ha firmato per il Cardiff City. Ha quindi seguito tutta la trafila delle giovanili della squadra, fino ad arrivare all'esordio all'ultima giornata del campionato 2006-2007: ha infatti sostituito, all'ultimo minuto, Paul Parry, nella sconfitta per 1 a 0 contro l'Hull City, il 26 aprile 2007. Ramsey è diventato il giocatore più giovane a esordire con la maglia del Cardiff City: ha infatti battuto il record di John Toshack, avendo giocato la prima partita a 16 anni e 124 giorni. Nel corso dell'estate, il Cardiff ha rifiutato un'offerta di un milione di sterline proveniente da un club di Premier League con sede a Londra. Il nome del club non è stato rivelato, ma è probabile che questa squadra lo abbia seguito anche nel corso dell'anno successivo.

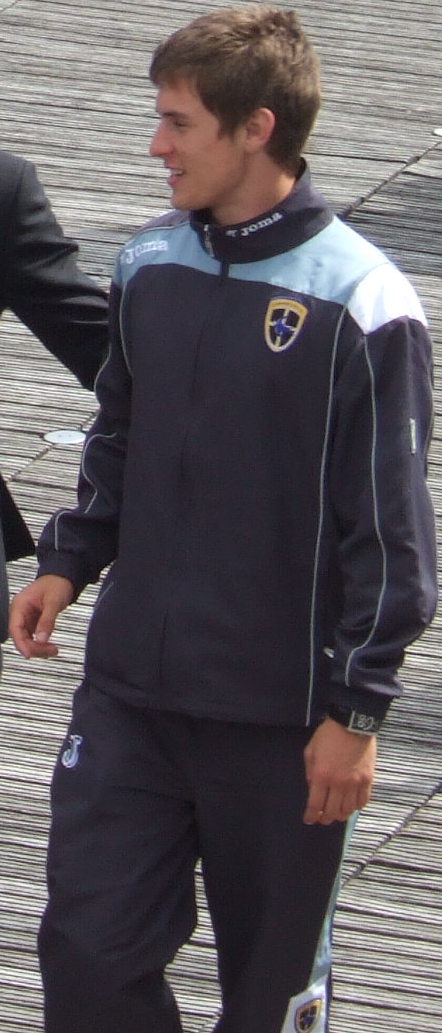
Ramsey ai tempi del Cardiff City nel 2008

Ha giocato la prima partita della sua seconda stagione professionistica il 6 ottobre 2007, quando ha sostituito Jimmy Floyd Hasselbaink nella vittoria per 2 a 1 sul Burnley. Ramsey ha firmato il suo primo contratto a dicembre 2007, e il 5 gennaio 2008 ha giocato nella partita di FA Cup contro il Chasetown, sostituendo lo squalificato Stephen McPhail. Ha aiutato la squadra a vincere per 3-1, con il gol del momentaneo 2-1 segnato proprio da lui. La sua grande partita gli ha permesso di lottare per il premio di miglior giocatore del turno, vinto poi da Michael Mifsud. Tre settimane dopo, ha giocato la sua prima partita da titolare in campionato, contro i Queens Park Rangers, vinta 3 a 1. Da questo momento in poi, è entrato stabilmente in prima squadra. In tutta la stagione, ha giocato 22 partite, di cui 5 in FA Cup, finale compresa. È il secondo giocatore più giovane ad aver giocato una finale di FA Cup.
Successivamente alla prestazione nei quarti di finale di FA Cup contro il Middlesbrough, è stato rivelato che Alex Ferguson, manager del Manchester United, ha parlato con il presidente del Cardiff City, per avere delle informazioni su Ramsey, ma anche Arsenal ed Everton hanno seguito i suoi progressi. Il presidente ha poi annunciato che l'offerta dell'Arsenal è stata accettata: non è stata però inclusa la clausola che avrebbe permesso al Cardiff di avere il giocatore in prestito per un'altra stagione.

#### Arsenal

##### Primi anni e prestiti
Il 10 giugno 2008 è stato confermato che, dopo gli incontri con Arsenal, Manchester United ed Everton, il giocatore ha scelto di firmare per i Gunners: è stato fondamentale, nella scelta finale, l'approccio avuto da Wenger nei suoi confronti. Ha giocato la sua prima partita ufficiale contro il Twente, nel terzo turno di qualificazione alla Champions League 2008-2009. Segnerà un gol in Champions nella prima partita contro il Fenerbahçe.

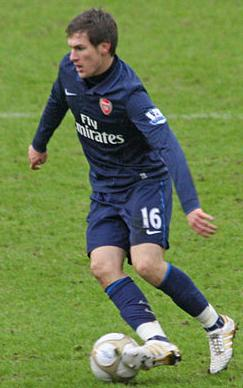
Ramsey in azione con la maglia dei Gunners nel 2010

Il 22 agosto 2009 segna il suo primo gol in campionato contro il Portsmouth nella vittoria per 4-1. Il 27 febbraio 2010 subisce un grave infortunio (doppia frattura di tibia e perone, simile a quello occorso due anni prima al suo ex compagno di squadra Eduardo) durante la partita contro lo Stoke City a causa di un fallo di Ryan Shawcross ai suoi danni. L'operazione alla quale è stato sottoposto la notte successiva all'infortunio per ridurre le fratture ha avuto successo e riguardo ai tempi di recupero lo staff medico dell'Arsenal ha parlato di un periodo attorno ai nove mesi. Da fine novembre a fine dicembre 2010, Ramsey gioca temporaneamente col Nottingham Forest per ritrovare la condizione e il ritmo partita.
Il 2 gennaio 2011 torna, in prestito mensile, al Cardiff City.

##### Ritorno a Londra
Il 5 marzo 2011 torna all'Arsenal e siede in panchina nello 0-0 tra Arsenal e Sunderland. Ritorna in campo nella sfida del 12 marzo tra Arsenal e Manchester Utd, valida per la FA cup. Torna al gol in Premier League contro il Manchester United, decidendo il match con un destro di precisione.
Il 27 agosto 2013, nella partita di ritorno dei preliminari della UEFA Champions League contro il Fenerbahce, mette a segno una doppietta portandosi a quota sei gol nelle competizioni calcistiche europee, quattro dei quali realizzati proprio contro la squadra turca (segnò una rete anche nella partita di andata in Turchia). Il 14 settembre 2013 segna la sua prima doppietta in Premier League nella vittoria per 3-1 sul campo del Sunderland. Il 6 novembre 2013 segna il gol decisivo nella vittoria per 1-0 sul campo del Borussia Dortmund al Signal Iduna Park in occasione della quarta giornata del girone F di Champions League. Il 30 novembre segna la sua seconda doppietta in Premier League, la terza stagionale, nella vittoria esterna per 3-0 contro il Cardiff City, sua ex squadra. Il 26 dicembre 2013, nella partita vinta per 3-1 sul campo del West Ham, in occasione del classico Boxing Day della Premier League si procura uno stiramento alla coscia che lo farà star fuori dai giochi fino alla metà di marzo. La stessa stagione, vince la Fa Cup, battendo 3-2 l'Hull City in finale e segnando anche il gol decisivo.

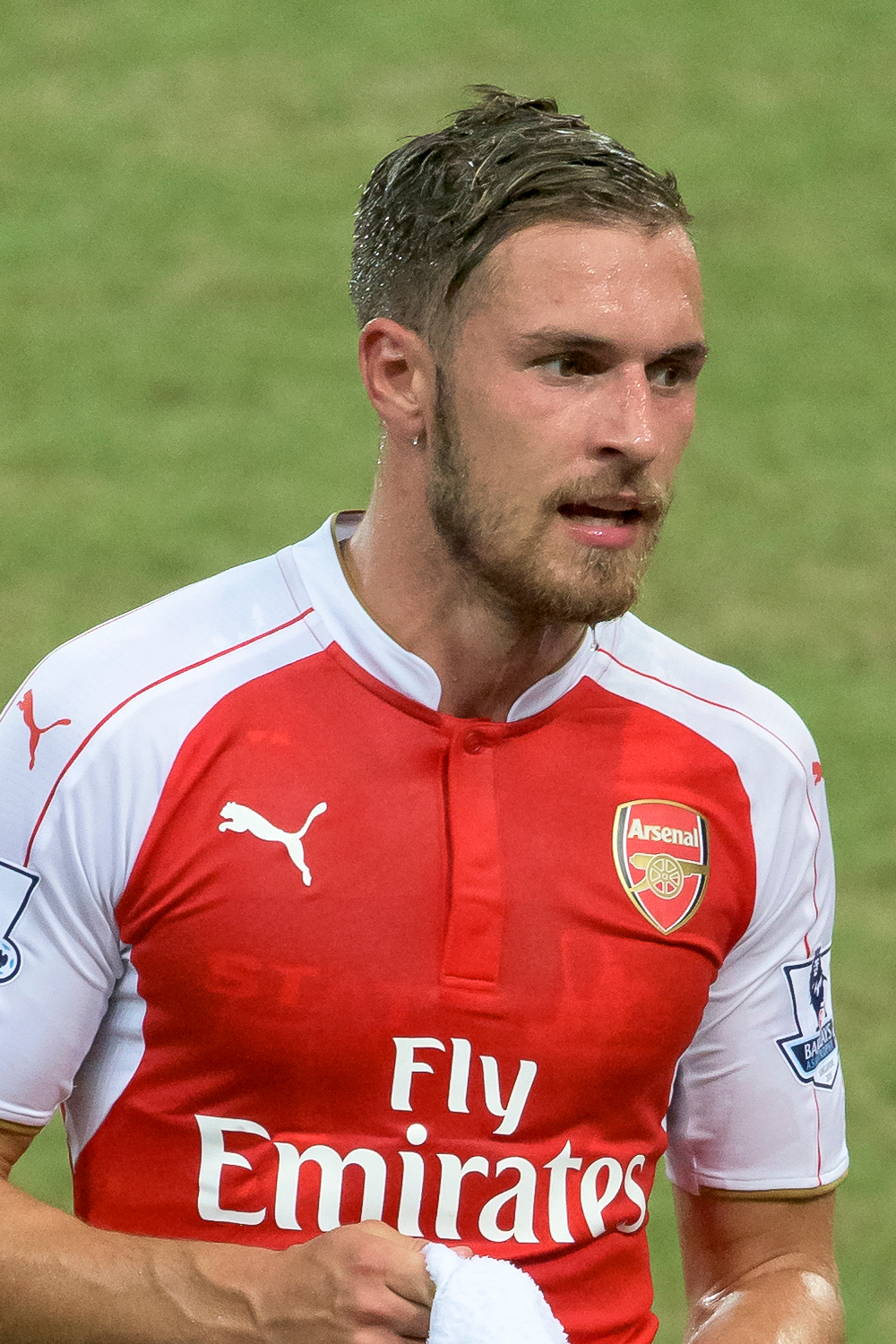
Ramsey con la maglia dell'Arsenal nell'estate 2015

La stagione 2014-2015 si apre con la vittoria dei Gunners per 3-0 contro il Manchester City nel Community Shield, in cui Ramsey segna anche il secondo gol. Nelle prime due giornate di campionato segna due gol, entrambi decisivi, contro Crystal Palace ed Everton. Nella 15ª giornata segna contro lo Stoke CIty nella partita persa 3-2. In Champions League, segna una doppietta nella gara vinta 4-1 a Istanbul contro il Galatasaray. Nella 29ª giornata segna il secondo gol nella partita vinta 3-0 contro il West Ham. In Champions, segna il gol del 2-0 nella vittoria dell'Arsenal a Montecarlo contro il Monaco, tuttavia senza riuscirsi a qualificare in virtù dell'1-3 subito in casa per mano dei monegaschi. Nella 32ª giornata sigla il gol decisivo nella gara vinta 1-0 sul campo del Burnley. Nella 35ª giornata segna il secondo gol nella gara vinta 3-1 sul campo dell'Hull City.
Nella stagione 2016-2017 segna la sua prima e unica rete in campionato, nell'ultima giornata di Premier League, nel recupero del secondo tempo, che sancisce la vittoria della sua squadra per 3-1 in casa nel derby contro l'Everton. Successivamente, nel derby in finale di FA Cup contro il Chelsea, segna il gol decisivo del 2-1 che porta l'Arsenal a vincere la coppa.

#### Juventus
In scadenza di contratto con l'Arsenal, l'11 febbraio 2019 passa alla Juventus a parametro zero. Esordisce con i bianconeri il 18 settembre seguente, nella sfida di UEFA Champions League in casa dell'Atlético Madrid, subentrando nei minuti finali a Miralem Pjanić. Tre giorni dopo, all'esordio in Serie A, realizza il suo primo gol con la Juventus, quello del momentaneo 1-1 casalingo contro il Verona, nella partita vinta per 2-1. Segna il suo primo gol bianconero in Champions il 6 novembre, contro il Lokomotiv Mosca, diventando il primo britannico a segnare una rete in Champions League con la maglia della Juventus. L'8 marzo 2020, nell'importante sfida di campionato casalinga contro l'Inter, segna il gol del vantaggio e serve un assist decisivo a Dybala per il definitivo 2-0, risultando tra i migliori in campo. Alla fine della stagione si aggiudica lo scudetto.
Nel 2020-2021, anche a causa di infortuni, fatica a trovare spazio nelle rotazioni del tecnico Andrea Pirlo, segnando comunque due reti nei successi contro Sassuolo (3-1) e Sampdoria (0-2) e si aggiudica la Supercoppa italiana (competizione in cui non viene impiegato) e la Coppa Italia.
Nel 2021-2022 Pirlo viene sostituito da Massimiliano Allegri; il tecnico toscano lo vede inizialmente come mediano, salvo poi impiegarlo poco ancora a causa di problemi fisici.

#### Rangers
Il 31 gennaio 2022 viene ceduto ai Rangers con la formula del prestito fino al termine della stagione. Esordisce il successivo 6 febbraio, subentrando a Scott Arfield al 76' del netto successo (5-0) ai danni degli Hearts. Segna la sua prima rete con la maglia dei Rangers il 20 marzo, realizzando il gol del momentaneo 1-1 nella vittoria esterna (1-2) contro il Dundee. Durante la finale di Europa League del 18 maggio 2022 contro l'Eintracht Francoforte, entra nei minuti finali dei tempi supplementari e ai tiri di rigore sbaglia il proprio tentativo dal dischetto, risultando decisivo per la sconfitta dei Rangers.

#### Nizza
Tornato inizialmente alla Juventus nell'estate 2022, il 26 luglio risolve consensualmente il contratto che ancora lo legava ai bianconeri. Quindi il successivo 1º agosto viene ingaggiato dal Nizza, con cui, sette giorni dopo, debutta in campionato subentrando al 77' contro il Tolosa e segnando, un minuto dopo il suo ingresso in campo, la rete dell'1-1.

#### Ritorno al Cardiff City
Il 15 luglio 2023 fa ritorno al Cardiff City. Contestualmente, anche suo figlio Sonny si trasferisce nell'Academy del club gallese.
Il 19 aprile 2025, dopo l'esonero dell'allenatore Omer Riza, il Cardiff annuncia che Ramsey avrebbe assunto il ruolo di capo allenatore per le ultime tre partite del club della stagione 2024-2025, culminata con la retrocessione in League One. Il 30 giugno 2025, ha lasciato per la seconda volta il club gallese.

#### Pumas UNAM
Il 3 luglio 2025, rimasto svincolato, Ramsey si trasferisce al Pumas UNAM, squadra della massima serie  messicana, diventando il primo giocatore britannico nella storia del club.

### Nazionale

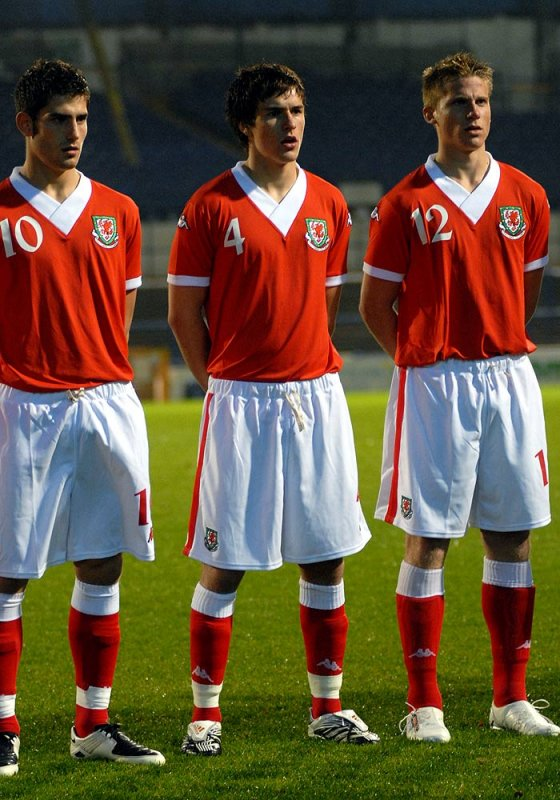
Ramsey (4) schierato in campo per il Galles Under-21 nel 2008, tra Ribeiro (12) ed Evans (10)

Il padre di Aaron Ramsey è scozzese e arrivò in Galles nel 1989, per questo Aaron è stato contattato dalla Scozia ma rifiutò e decise di rappresentare il Galles. È stato un punto di forza nelle rappresentative giovanili della sua nazionale: conta infatti 15 presenze e 2 reti nel Galles under 17 e 12 presenze e due reti nel Galles under 21. Viene successivamente convocato dalla nazionale maggiore, dove ha esordito ufficialmente il 19 novembre 2008, in amichevole contro la Danimarca giocando 88 minuti prima di venire rimpiazzato da Owain Tudur Jones. Nel 2009 inizia a essere utilizzato per le partite di qualificazione al Mondiale 2010, in cui realizza la sua prima rete con la selezione gallese nel successo per 2-0 in Liechtenstein.
Il 26 marzo 2011, nella partita di qualificazione per gli Europei contro la nazionale inglese, gli viene affidata la fascia di capitano, rendendolo il più giovane a ricoprire questo ruolo nella storia della nazionale dei Dragoni, all'età di 20 anni e 90 giorni.
Partecipa alle Olimpiadi 2012 con la nazionale della Gran Bretagna, Ramsey segna una sola rete, pareggiando per 1-1 contro la Corea del Sud ai quarti di finale, la partita si protrae fini ai calci di rigore dove Ramsey è il primo a segnare dal dischetti, tuttavia la Corea del Sud vince per 5-4.
Viene convocato per gli Europei 2016 in Francia. Nel torneo serve al proprio compagno Hal Robson-Kanu l'assist con cui quest'ultimo segna il gol del 2-1 battendo la Slovacchia, Ramsey inoltre è autore di un gol alla Russia prevalendo per 3-0, mentre nei quarti di finale con due cross (uno su calcio d'angolo) consente sia ad Hal Robson-Kanu che a Ashley Williams di segnare un gol contribuendo alla vittoria per 3-1 contro il Belgio Nella competizione il Galles raggiungerà lo storico traguardo della semifinale, in cui viene sconfitto per 2-0 dal Portogallo, futuro vincitore; Ramsey non ha potuto giocare la partita per aver collezionato due cartellini gialli nelle gare precedenti. Con quattro assist è stato (a pari merito con Eden Hazard) quello che ne ha consegnati di più, oltre a essere stato inserito nella migliore formazione del torneo.
Viene confermato titolare della Nazionale nei due anni successivi, segnando due reti nelle qualificazioni ai Mondiali di Russia 2018 (contro Serbia e Moldavia), a cui però la sua Nazionale non si è qualificata, e una nella vittoria per 4-1 in Nations League contro l'Irlanda.
Nel 2019 non viene mai convocato fino a novembre causa infortuni, tornando a giocare il 16 nel successo per 2-0 in casa dell'Azerbaigian. Tre giorni dopo realizza una doppietta decisiva nel successo per 2-0 contro l'Ungheria che consente ai gallesi di qualificarsi a Euro 2020. Nei mesi successivi, complici il lockdown e ulteriori infortuni, continua a trovare poco spazio in nazionale.
Successivamente viene convocato per gli europei, andando a segno nel successo per 2-0 contro la Turchia ai gironi.
Il 5 giugno 2022 raggiunge la qualificazione ai Mondiali (la prima dal 1958) con il Galles battendo 1-0 l'Ucraina. Nel novembre del medesimo anno viene convocato per la rassegna iridata disputata in Qatar.
Nel 2023, a seguito del ritiro dal calcio di Gareth Bale, viene nominato capitano della selezione gallese.

## Statistiche

### Presenze e reti nei club
Statistiche aggiornate al 10 luglio 2025.
| Stagione            | Squadra             | Campionato          | Campionato | Campionato | Coppe nazionali | Coppe nazionali | Coppe nazionali | Coppe continentali | Coppe continentali | Coppe continentali | Altre coppe | Altre coppe | Altre coppe | Totale | Totale |
| Stagione            | Squadra             | Comp                | Pres       | Reti       | Comp            | Pres            | Reti            | Comp               | Pres               | Reti               | Comp        | Pres        | Reti        | Pres   | Reti   |
| ------------------- | ------------------- | ------------------- | ---------- | ---------- | --------------- | --------------- | --------------- | ------------------ | ------------------ | ------------------ | ----------- | ----------- | ----------- | ------ | ------ |
| 2006-2007           | Cardiff City        | FLC                 | 1          | 0          | FACup+CdL       | 0               | 0               | -                  | -                  | -                  | -           | -           | -           | 1      | 0      |
| 2007-2008           | Cardiff City        | FLC                 | 15         | 1          | FACup+CdL       | 5+1             | 1+0             | -                  | -                  | -                  | -           | -           | -           | 21     | 2      |
| 2008-2009           | Arsenal             | PL                  | 9          | 0          | FACup+CdL       | 4+3             | 0               | UCL                | 6                  | 1                  | -           | -           | -           | 22     | 1      |
| 2009-2010           | Arsenal             | PL                  | 18         | 3          | FACup+CdL       | 2+3             | 1+0             | UCL                | 6                  | 0                  | -           | -           | -           | 29     | 4      |
| lug.-nov. 2010      | Arsenal             | PL                  | 0          | 0          | FACup+CdL       | 0+0             | 0               | UCL                | 0                  | 0                  | -           | -           | -           | 0      | 0      |
| nov. 2010-gen. 2011 | Nottingham Forest   | FLC                 | 5          | 0          | FACup+CdL       | 0               | 0               | -                  | -                  | -                  | -           | -           | -           | 5      | 0      |
| gen.-feb. 2011      | Cardiff City        | FLC                 | 6          | 1          | FACup+CdL       | 0               | 0               | -                  | -                  | -                  | -           | -           | -           | 6      | 1      |
| feb.-giu. 2011      | Arsenal             | PL                  | 7          | 1          | FACup+CdL       | 1+0             | 0               | UCL                | 0                  | 0                  | -           | -           | -           | 8      | 1      |
| 2011-2012           | Arsenal             | PL                  | 34         | 2          | FACup+CdL       | 3+0             | 0               | UCL                | 7                  | 1                  | -           | -           | -           | 44     | 3      |
| 2012-2013           | Arsenal             | PL                  | 36         | 1          | FACup+CdL       | 3+1             | 0               | UCL                | 7                  | 1                  | -           | -           | -           | 47     | 2      |
| 2013-2014           | Arsenal             | PL                  | 23         | 10         | FACup+CdL       | 2+1             | 1+0             | UCL                | 8                  | 5                  | -           | -           | -           | 34     | 16     |
| 2014-2015           | Arsenal             | PL                  | 29         | 6          | FACup+CdL       | 4+0             | 0               | UCL                | 7                  | 3                  | CS          | 1           | 1           | 41     | 10     |
| 2015-2016           | Arsenal             | PL                  | 31         | 5          | FACup+CdL       | 2+1             | 1+0             | UCL                | 5                  | 0                  | CS          | 1           | 0           | 40     | 6      |
| 2016-2017           | Arsenal             | PL                  | 23         | 1          | FACup+CdL       | 4+1             | 3+0             | UCL                | 4                  | 0                  | -           | -           | -           | 32     | 4      |
| 2017-2018           | Arsenal             | PL                  | 24         | 7          | FACup+CdL       | 0+2             | 0               | UEL                | 6                  | 4                  | CS          | 0           | 0           | 32     | 11     |
| 2018-2019           | Arsenal             | PL                  | 28         | 4          | FACup+CdL       | 2+3             | 0               | UEL                | 7                  | 2                  | -           | -           | -           | 40     | 6      |
| Totale Arsenal      | Totale Arsenal      | Totale Arsenal      | 262        | 40         |                 | 42              | 6               |                    | 63                 | 17                 |             | 2           | 1           | 369    | 64     |
| 2019-2020           | Juventus            | A                   | 24         | 3          | CI              | 4               | 0               | UCL                | 6                  | 1                  | SI          | 1           | 0           | 35     | 4      |
| 2020-2021           | Juventus            | A                   | 22         | 2          | CI              | 1               | 0               | UCL                | 7                  | 0                  | SI          | 0           | 0           | 30     | 2      |
| 2021-gen. 2022      | Juventus            | A                   | 3          | 0          | CI              | 0               | 0               | UCL                | 2                  | 0                  | SI          | 0           | 0           | 5      | 0      |
| Totale Juventus     | Totale Juventus     | Totale Juventus     | 49         | 5          |                 | 5               | 0               |                    | 15                 | 1                  |             | 1           | 0           | 70     | 6      |
| gen.-giu. 2022      | Rangers             | PL                  | 7          | 2          | CS+CdL          | 3+0             | 0               | UEL                | 3                  | 0                  | -           | -           | -           | 13     | 2      |
| 2022-2023           | Nizza               | L1                  | 27         | 1          | CF              | 0               | 0               | UECL               | 7                  | 0                  | -           | -           | -           | 34     | 1      |
| 2023-2024           | Cardiff City        | FLC                 | 13         | 3          | FACup+CdL       | 0               | 0               | -                  | -                  | -                  | -           | -           | -           | 13     | 3      |
| 2024-2025           | Cardiff City        | FLC                 | 8          | 0          | FACup+CdL       | 2+0             | 0               | -                  | -                  | -                  | -           | -           | -           | 10     | 0      |
| Totale Cardiff City | Totale Cardiff City | Totale Cardiff City | 43         | 5          |                 | 8               | 1               |                    | -                  | -                  |             | -           | -           | 51     | 6      |
| 2025-2026           | Pumas UNAM          | LMX                 | -          | -          | LC              | -               | -               | CCL                | -                  | -                  | -           | -           | -           | -      | -      |
| Totale carriera     | Totale carriera     | Totale carriera     | 392        | 52         |                 | 58              | 7               |                    | 88                 | 18                 |             | 3           | 1           | 542    | 79     |

### Cronologia presenze e reti in nazionale
| Cronologia completa delle presenze e delle reti in nazionale ― Galles | Cronologia completa delle presenze e delle reti in nazionale ― Galles | Cronologia completa delle presenze e delle reti in nazionale ― Galles | Cronologia completa delle presenze e delle reti in nazionale ― Galles | Cronologia completa delle presenze e delle reti in nazionale ― Galles | Cronologia completa delle presenze e delle reti in nazionale ― Galles | Cronologia completa delle presenze e delle reti in nazionale ― Galles | Cronologia completa delle presenze e delle reti in nazionale ― Galles |
| Data                                                                  | Città                                                                 | In casa                                                               | Risultato                                                             | Ospiti                                                                | Competizione                                                          | Reti                                                                  | Note                                                                  |
| --------------------------------------------------------------------- | --------------------------------------------------------------------- | --------------------------------------------------------------------- | --------------------------------------------------------------------- | --------------------------------------------------------------------- | --------------------------------------------------------------------- | --------------------------------------------------------------------- | --------------------------------------------------------------------- |
| 19-11-2008                                                            | Copenaghen                                                            | Danimarca                                                             | 0 – 1                                                                 | Galles                                                                | Amichevole                                                            | -                                                                     | 88’                                                                   |
| 11-2-2009                                                             | Faro                                                                  | Galles                                                                | 0 – 1                                                                 | Polonia                                                               | Amichevole                                                            | -                                                                     | 46’                                                                   |
| 28-3-2009                                                             | Cardiff                                                               | Galles                                                                | 0 – 2                                                                 | Finlandia                                                             | Qual. Mondiali 2010                                                   | -                                                                     | 56’                                                                   |
| 1-4-2009                                                              | Cardiff                                                               | Galles                                                                | 0 – 2                                                                 | Germania                                                              | Qual. Mondiali 2010                                                   | -                                                                     |                                                                       |
| 29-5-2009                                                             | Llanelli                                                              | Galles                                                                | 1 – 0                                                                 | Estonia                                                               | Amichevole                                                            | -                                                                     | 67’                                                                   |
| 6-6-2009                                                              | Baku                                                                  | Azerbaigian                                                           | 0 – 1                                                                 | Galles                                                                | Qual. Mondiali 2010                                                   | -                                                                     | 90+2’                                                                 |
| 12-8-2009                                                             | Podgorica                                                             | Montenegro                                                            | 2 – 1                                                                 | Galles                                                                | Amichevole                                                            | -                                                                     | 75’                                                                   |
| 9-9-2009                                                              | Cardiff                                                               | Galles                                                                | 1 – 3                                                                 | Russia                                                                | Qual. Mondiali 2010                                                   | -                                                                     |                                                                       |
| 10-10-2009                                                            | Helsinki                                                              | Finlandia                                                             | 2 – 1                                                                 | Galles                                                                | Qual. Mondiali 2010                                                   | -                                                                     |                                                                       |
| 14-10-2009                                                            | Vaduz                                                                 | Liechtenstein                                                         | 0 – 2                                                                 | Galles                                                                | Qual. Mondiali 2010                                                   | 1                                                                     |                                                                       |
| 14-11-2009                                                            | Cardiff                                                               | Galles                                                                | 3 – 0                                                                 | Scozia                                                                | Amichevole                                                            | 1                                                                     | 57’                                                                   |
| 26-3-2011                                                             | Cardiff                                                               | Galles                                                                | 0 – 2                                                                 | Inghilterra                                                           | Qual. Euro 2012                                                       | -                                                                     | cap.                                                                  |
| 25-5-2011                                                             | Dublino                                                               | Galles                                                                | 1 – 3                                                                 | Scozia                                                                | Amichevole                                                            | -                                                                     | 61’                                                                   |
| 27-5-2011                                                             | Dublino                                                               | Galles                                                                | 2 – 0                                                                 | Irlanda del Nord                                                      | Amichevole                                                            | 1                                                                     | cap. 90’                                                              |
| 10-8-2011                                                             | Cardiff                                                               | Galles                                                                | 1 – 2                                                                 | Australia                                                             | Amichevole                                                            | -                                                                     | cap. 46’                                                              |
| 2-9-2011                                                              | Cardiff                                                               | Galles                                                                | 2 – 1                                                                 | Montenegro                                                            | Qual. Euro 2012                                                       | 1                                                                     | cap. 64’                                                              |
| 6-9-2011                                                              | Londra                                                                | Inghilterra                                                           | 1 – 0                                                                 | Galles                                                                | Qual. Euro 2012                                                       | -                                                                     | cap.                                                                  |
| 7-10-2011                                                             | Swansea                                                               | Galles                                                                | 2 – 0                                                                 | Svizzera                                                              | Qual. Euro 2012                                                       | 1                                                                     | cap.                                                                  |
| 11-10-2011                                                            | Sofia                                                                 | Bulgaria                                                              | 0 – 1                                                                 | Galles                                                                | Qual. Euro 2012                                                       | -                                                                     | cap.                                                                  |
| 12-11-2011                                                            | Cardiff                                                               | Galles                                                                | 4 – 1                                                                 | Norvegia                                                              | Amichevole                                                            | -                                                                     | cap. 90’                                                              |
| 27-5-2012                                                             | New Jersey                                                            | Messico                                                               | 2 – 0                                                                 | Galles                                                                | Amichevole                                                            | -                                                                     | cap. 21’                                                              |
| 15-8-2012                                                             | Llanelli                                                              | Galles                                                                | 0 – 2                                                                 | Bosnia ed Erzegovina                                                  | Amichevole                                                            | -                                                                     | cap.                                                                  |
| 7-9-2012                                                              | Cardiff                                                               | Galles                                                                | 0 – 2                                                                 | Belgio                                                                | Qual. Mondiali 2014                                                   | -                                                                     | cap.                                                                  |
| 11-9-2012                                                             | Novi Sad                                                              | Serbia                                                                | 6 – 1                                                                 | Galles                                                                | Qual. Mondiali 2014                                                   | -                                                                     | cap. 78’                                                              |
| 12-10-2012                                                            | Cardiff                                                               | Galles                                                                | 2 – 1                                                                 | Scozia                                                                | Qual. Mondiali 2014                                                   | -                                                                     | 63’                                                                   |
| 22-3-2013                                                             | Glasgow                                                               | Scozia                                                                | 1 – 2                                                                 | Galles                                                                | Qual. Mondiali 2014                                                   | 1                                                                     | 45+2’, 90+4’                                                          |
| 6-9-2013                                                              | Skopje                                                                | Macedonia                                                             | 2 – 1                                                                 | Galles                                                                | Qual. Mondiali 2014                                                   | 1                                                                     |                                                                       |
| 10-9-2013                                                             | Cardiff                                                               | Galles                                                                | 0 – 3                                                                 | Serbia                                                                | Qual. Mondiali 2014                                                   | -                                                                     | cap.                                                                  |
| 11-10-2013                                                            | Cardiff                                                               | Galles                                                                | 1 – 0                                                                 | Macedonia                                                             | Qual. Mondiali 2014                                                   | -                                                                     | cap.                                                                  |
| 15-10-2013                                                            | Bruxelles                                                             | Belgio                                                                | 1 – 1                                                                 | Galles                                                                | Qual. Mondiali 2014                                                   | 1                                                                     | cap.                                                                  |
| 9-9-2014                                                              | Andorra la Vella                                                      | Andorra                                                               | 1 – 2                                                                 | Galles                                                                | Qual. Euro 2016                                                       | -                                                                     | 90+4’                                                                 |
| 16-11-2014                                                            | Bruxelles                                                             | Belgio                                                                | 0 – 0                                                                 | Galles                                                                | Qual. Euro 2016                                                       | -                                                                     |                                                                       |
| 28-3-2015                                                             | Haifa                                                                 | Israele                                                               | 0 – 3                                                                 | Galles                                                                | Qual. Euro 2016                                                       | 1                                                                     | 85’                                                                   |
| 12-6-2015                                                             | Cardiff                                                               | Galles                                                                | 1 – 0                                                                 | Belgio                                                                | Qual. Euro 2016                                                       | -                                                                     |                                                                       |
| 3-9-2015                                                              | Nicosia                                                               | Cipro                                                                 | 0 – 1                                                                 | Galles                                                                | Qual. Euro 2016                                                       | -                                                                     | 90+3’                                                                 |
| 6-9-2015                                                              | Cardiff                                                               | Galles                                                                | 0 – 0                                                                 | Israele                                                               | Qual. Euro 2016                                                       | -                                                                     |                                                                       |
| 10-10-2015                                                            | Zenica                                                                | Bosnia ed Erzegovina                                                  | 2 – 0                                                                 | Galles                                                                | Qual. Euro 2016                                                       | -                                                                     |                                                                       |
| 13-10-2015                                                            | Cardiff                                                               | Galles                                                                | 2 – 0                                                                 | Andorra                                                               | Qual. Euro 2016                                                       | 1                                                                     |                                                                       |
| 5-6-2016                                                              | Solna                                                                 | Svezia                                                                | 3 – 0                                                                 | Galles                                                                | Amichevole                                                            | -                                                                     |                                                                       |
| 11-6-2016                                                             | Bordeaux                                                              | Galles                                                                | 2 – 1                                                                 | Slovacchia                                                            | Euro 2016 - 1º turno                                                  | -                                                                     | 88’                                                                   |
| 16-6-2016                                                             | Lens                                                                  | Inghilterra                                                           | 2 – 1                                                                 | Galles                                                                | Euro 2016 - 1º turno                                                  | -                                                                     |                                                                       |
| 20-6-2016                                                             | Tolosa                                                                | Russia                                                                | 0 – 3                                                                 | Galles                                                                | Euro 2016 - 1º turno                                                  | 1                                                                     |                                                                       |
| 25-6-2016                                                             | Parigi                                                                | Galles                                                                | 1 – 0                                                                 | Irlanda del Nord                                                      | Euro 2016 - Ottavi di finale                                          | -                                                                     | 90+4’                                                                 |
| 1-7-2016                                                              | Lilla                                                                 | Galles                                                                | 3 – 1                                                                 | Belgio                                                                | Euro 2016 - Quarti di finale                                          | -                                                                     | 75’ 90’                                                               |
| 12-11-2016                                                            | Cardiff                                                               | Galles                                                                | 1 – 1                                                                 | Serbia                                                                | Qual. Mondiali 2018                                                   | 1                                                                     |                                                                       |
| 24-3-2017                                                             | Dublino                                                               | Irlanda                                                               | 0 – 0                                                                 | Galles                                                                | Qual. Mondiali 2018                                                   | -                                                                     | 56’                                                                   |
| 11-6-2017                                                             | Belgrado                                                              | Serbia                                                                | 1 – 1                                                                 | Galles                                                                | Qual. Mondiali 2018                                                   | -                                                                     |                                                                       |
| 2-9-2017                                                              | Cardiff                                                               | Galles                                                                | 1 – 0                                                                 | Austria                                                               | Qual. Mondiali 2018                                                   | -                                                                     |                                                                       |
| 5-9-2017                                                              | Chișinău                                                              | Moldavia                                                              | 0 – 2                                                                 | Galles                                                                | Qual. Mondiali 2018                                                   | 1                                                                     |                                                                       |
| 6-10-2017                                                             | Tbilisi                                                               | Georgia                                                               | 0 – 1                                                                 | Galles                                                                | Qual. Mondiali 2018                                                   | -                                                                     |                                                                       |
| 9-10-2017                                                             | Cardiff                                                               | Galles                                                                | 0 – 1                                                                 | Irlanda                                                               | Qual. Mondiali 2018                                                   | -                                                                     |                                                                       |
| 10-11-2017                                                            | Saint-Denis                                                           | Francia                                                               | 2 – 0                                                                 | Galles                                                                | Amichevole                                                            | -                                                                     |                                                                       |
| 29-5-2018                                                             | Pasadena                                                              | Messico                                                               | 0 – 0                                                                 | Galles                                                                | Amichevole                                                            | -                                                                     | 66’                                                                   |
| 6-9-2018                                                              | Cardiff                                                               | Galles                                                                | 4 – 1                                                                 | Irlanda                                                               | UEFA Nations League 2018-2019 - 1º turno                              | 1                                                                     |                                                                       |
| 9-9-2018                                                              | Aarhus                                                                | Danimarca                                                             | 2 – 0                                                                 | Galles                                                                | UEFA Nations League 2018-2019 - 1º turno                              | -                                                                     |                                                                       |
| 11-10-2018                                                            | Cardiff                                                               | Galles                                                                | 1 – 4                                                                 | Spagna                                                                | Amichevole                                                            | -                                                                     |                                                                       |
| 16-11-2018                                                            | Cardiff                                                               | Galles                                                                | 1 – 2                                                                 | Danimarca                                                             | UEFA Nations League 2018-2019 - 1º turno                              | -                                                                     |                                                                       |
| 20-11-2018                                                            | Elbasan                                                               | Albania                                                               | 1 – 0                                                                 | Galles                                                                | Amichevole                                                            | -                                                                     | 56’                                                                   |
| 16-11-2019                                                            | Baku                                                                  | Azerbaigian                                                           | 0 – 2                                                                 | Galles                                                                | Qual. Euro 2020                                                       | -                                                                     | 60’                                                                   |
| 19-11-2019                                                            | Cardiff                                                               | Galles                                                                | 2 – 0                                                                 | Ungheria                                                              | Qual. Euro 2020                                                       | 2                                                                     |                                                                       |
| 11-10-2020                                                            | Dublino                                                               | Irlanda                                                               | 0 – 0                                                                 | Galles                                                                | UEFA Nations League 2020-2021 - 1º turno                              | -                                                                     | cap.                                                                  |
| 2-6-2021                                                              | Nizza                                                                 | Francia                                                               | 3 – 0                                                                 | Galles                                                                | Amichevole                                                            | -                                                                     | 59’                                                                   |
| 5-6-2021                                                              | Cardiff                                                               | Galles                                                                | 0 – 0                                                                 | Albania                                                               | Amichevole                                                            | -                                                                     | 61’                                                                   |
| 12-6-2021                                                             | Baku                                                                  | Galles                                                                | 1 – 1                                                                 | Svizzera                                                              | Euro 2020 - 1º turno                                                  | -                                                                     | 90+3’                                                                 |
| 16-6-2021                                                             | Baku                                                                  | Turchia                                                               | 0 – 2                                                                 | Galles                                                                | Euro 2020 - 1º turno                                                  | 1                                                                     | 85’                                                                   |
| 20-6-2021                                                             | Roma                                                                  | Italia                                                                | 1 – 0                                                                 | Galles                                                                | Euro 2020 - 1º turno                                                  | -                                                                     |                                                                       |
| 26-6-2021                                                             | Amsterdam                                                             | Galles                                                                | 0 – 4                                                                 | Danimarca                                                             | Euro 2020 - Ottavi di finale                                          | -                                                                     |                                                                       |
| 8-10-2021                                                             | Praga                                                                 | Rep. Ceca                                                             | 2 – 2                                                                 | Galles                                                                | Qual. Mondiali 2022                                                   | 1                                                                     | cap. 1’                                                               |
| 11-10-2021                                                            | Tallinn                                                               | Estonia                                                               | 0 – 1                                                                 | Galles                                                                | Qual. Mondiali 2022                                                   | -                                                                     | cap. 80’                                                              |
| 13-11-2021                                                            | Cardiff                                                               | Galles                                                                | 5 – 1                                                                 | Bielorussia                                                           | Qual. Mondiali 2022                                                   | 2                                                                     | 71’                                                                   |
| 16-11-2021                                                            | Cardiff                                                               | Galles                                                                | 1 – 1                                                                 | Belgio                                                                | Qual. Mondiali 2022                                                   | -                                                                     | cap. 90+2’                                                            |
| 24-3-2022                                                             | Cardiff                                                               | Galles                                                                | 2 – 1                                                                 | Austria                                                               | Qual. Mondiali 2022                                                   | -                                                                     |                                                                       |
| 5-6-2022                                                              | Cardiff                                                               | Galles                                                                | 1 – 0                                                                 | Ucraina                                                               | Qual. Mondiali 2022                                                   | -                                                                     |                                                                       |
| 11-6-2022                                                             | Cardiff                                                               | Galles                                                                | 1 – 1                                                                 | Belgio                                                                | UEFA Nations League 2022-2023 - 1º turno                              | -                                                                     | 38’                                                                   |
| 14-6-2022                                                             | Rotterdam                                                             | Paesi Bassi                                                           | 3 – 2                                                                 | Galles                                                                | UEFA Nations League 2022-2023 - 1º turno                              | -                                                                     | 63’                                                                   |
| 21-11-2022                                                            | Al Rayyan                                                             | Stati Uniti                                                           | 1 – 1                                                                 | Galles                                                                | Mondiali 2022 - 1º turno                                              | -                                                                     |                                                                       |
| 25-11-2022                                                            | Al Rayyan                                                             | Iran                                                                  | 2 – 0                                                                 | Galles                                                                | Mondiali 2022 - 1º turno                                              | -                                                                     | 87’                                                                   |
| 29-11-2022                                                            | Al Rayyan                                                             | Galles                                                                | 0 – 3                                                                 | Inghilterra                                                           | Mondiali 2022 - 1º turno                                              | -                                                                     | 61’                                                                   |
| 25-3-2023                                                             | Spalato                                                               | Croazia                                                               | 1 – 1                                                                 | Galles                                                                | Qual. Euro 2024                                                       | -                                                                     | cap. 64’                                                              |
| 28-3-2023                                                             | Cardiff                                                               | Galles                                                                | 1 – 0                                                                 | Lettonia                                                              | Qual. Euro 2024                                                       | -                                                                     | cap. 90+2’                                                            |
| 16-6-2023                                                             | Cardiff                                                               | Galles                                                                | 2 – 4                                                                 | Armenia                                                               | Qual. Euro 2024                                                       | -                                                                     | cap. 68’                                                              |
| 19-6-2023                                                             | Samsun                                                                | Turchia                                                               | 2 – 0                                                                 | Galles                                                                | Qual. Euro 2024                                                       | -                                                                     | cap. 84’                                                              |
| 7-9-2023                                                              | Cardiff                                                               | Galles                                                                | 0 – 0                                                                 | Corea del Sud                                                         | Amichevole                                                            | -                                                                     | 60’                                                                   |
| 11-9-2023                                                             | Riga                                                                  | Lettonia                                                              | 0 – 2                                                                 | Galles                                                                | Qual. Euro 2024                                                       | 1                                                                     | cap. 49’                                                              |
| 6-9-2024                                                              | Cardiff                                                               | Galles                                                                | 0 – 0                                                                 | Turchia                                                               | UEFA Nations League 2024-2025 - 1º turno                              | -                                                                     | cap. 72’                                                              |
| 9-9-2024                                                              | Nikšić                                                                | Montenegro                                                            | 1 – 2                                                                 | Galles                                                                | UEFA Nations League 2024-2025 - 1º turno                              | -                                                                     | 80’                                                                   |
| Totale                                                                |                                                                       | Presenze (6º posto)                                                   | 86                                                                    |                                                                       | Reti (6º posto)                                                       | 21                                                                    |                                                                       |

| Cronologia completa delle presenze e delle reti in nazionale ― Regno Unito olimpica | Cronologia completa delle presenze e delle reti in nazionale ― Regno Unito olimpica | Cronologia completa delle presenze e delle reti in nazionale ― Regno Unito olimpica | Cronologia completa delle presenze e delle reti in nazionale ― Regno Unito olimpica | Cronologia completa delle presenze e delle reti in nazionale ― Regno Unito olimpica | Cronologia completa delle presenze e delle reti in nazionale ― Regno Unito olimpica | Cronologia completa delle presenze e delle reti in nazionale ― Regno Unito olimpica | Cronologia completa delle presenze e delle reti in nazionale ― Regno Unito olimpica |
| Data                                                                                | Città                                                                               | In casa                                                                             | Risultato                                                                           | Ospiti                                                                              | Competizione                                                                        | Reti                                                                                | Note                                                                                |
| ----------------------------------------------------------------------------------- | ----------------------------------------------------------------------------------- | ----------------------------------------------------------------------------------- | ----------------------------------------------------------------------------------- | ----------------------------------------------------------------------------------- | ----------------------------------------------------------------------------------- | ----------------------------------------------------------------------------------- | ----------------------------------------------------------------------------------- |
| 20-7-2012                                                                           | Middlesbrough                                                                       | Regno Unito olimpica                                                                | 0 – 2                                                                               | Brasile olimpica                                                                    | Amichevole                                                                          | -                                                                                   |                                                                                     |
| 26-7-2012                                                                           | Manchester                                                                          | Senegal olimpica                                                                    | 1 – 1                                                                               | Regno Unito olimpica                                                                | Olimpiadi 2012 - 1º turno                                                           | -                                                                                   | 63’                                                                                 |
| 29-7-2012                                                                           | Londra                                                                              | Regno Unito olimpica                                                                | 3 – 1                                                                               | Emirati Arabi Uniti olimpica                                                        | Olimpiadi 2012 - 1º turno                                                           | -                                                                                   |                                                                                     |
| 1-8-2012                                                                            | Cardiff                                                                             | Regno Unito olimpica                                                                | 1 – 0                                                                               | Uruguay olimpica                                                                    | Olimpiadi 2012 - 1º turno                                                           | -                                                                                   | 90+2’                                                                               |
| 4-8-2012                                                                            | Cardiff                                                                             | Regno Unito olimpica                                                                | 1 – 1 dts (4 – 5 dcr)                                                               | Corea del Sud olimpica                                                              | Olimpiadi 2012 - Quarti di finale                                                   | 1                                                                                   |                                                                                     |
| Totale                                                                              |                                                                                     | Presenze                                                                            | 5                                                                                   |                                                                                     | Reti                                                                                | 1                                                                                   |                                                                                     |

### Statistiche da allenatore
Statistiche aggiornate al 20 aprile 2025; in grassetto le competizioni vinte.
| Stagione        | Squadra         | Campionato      | Campionato | Campionato | Campionato | Campionato | Coppe nazionali | Coppe nazionali | Coppe nazionali | Coppe nazionali | Coppe nazionali | Coppe continentali | Coppe continentali | Coppe continentali | Coppe continentali | Coppe continentali | Altre coppe | Altre coppe | Altre coppe | Altre coppe | Altre coppe | Totale | Totale | Totale | Totale | % Vittorie | Piazzamento |
| Stagione        | Squadra         | Comp            | G          | V          | N          | P          | Comp            | G               | V               | N               | P               | Comp               | G                  | V                  | N                  | P                  | Comp        | G           | V           | N           | P           | G      | V      | N      | P      | %          | Piazzamento |
| --------------- | --------------- | --------------- | ---------- | ---------- | ---------- | ---------- | --------------- | --------------- | --------------- | --------------- | --------------- | ------------------ | ------------------ | ------------------ | ------------------ | ------------------ | ----------- | ----------- | ----------- | ----------- | ----------- | ------ | ------ | ------ | ------ | ---------- | ----------- |
| apr.-giu. 2025  | Cardiff City    | FLC             | 3          | 0          | 2          | 1          | FACup+CdL       | -               | -               | -               | -               | -                  | -                  | -                  | -                  | -                  | -           | -           | -           | -           | -           | 3      | 0      | 2      | 1      | &0,00      | Ad interim  |
| Totale carriera | Totale carriera | Totale carriera | 3          | 0          | 2          | 1          |                 | -               | -               | -               | -               |                    | -                  | -                  | -                  | -                  |             | -           | -           | -           | -           | 3      | 0      | 2      | 1      | 0,00       |             |

## Palmarès

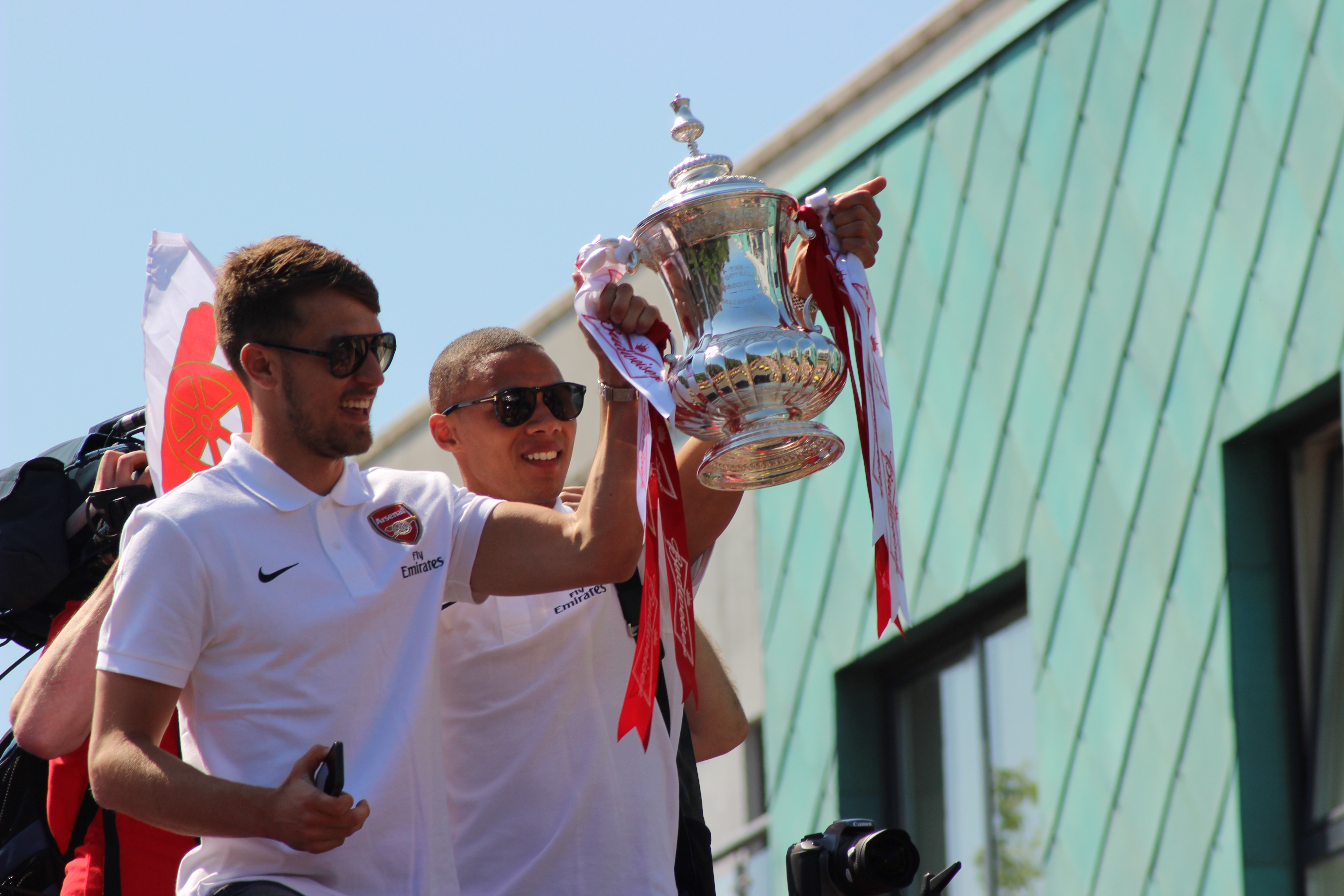
Ramsey e Gibbs festeggiano la vittoria dell'Arsenal nella Coppa d'Inghilterra 2013-2014

### Club
- Coppa d'Inghilterra: 3

Arsenal: 2013-2014, 2014-2015, 2016-2017
- Community Shield: 2

Arsenal: 2014, 2015
- Campionato italiano: 1

Juventus: 2019-2020
- Supercoppa italiana: 1

Juventus: 2020
- Coppa Italia: 1

Juventus: 2020-2021
- Coppa di Scozia: 1

Rangers: 2021-2022

### Individuale
- Giocatore gallese dell'anno: 1

2009
- Europei Top 11: 1

Francia 2016